# Эль-Фашн
Эль-Фа́шн (араб. الفشن‎) — город в Египте, расположен в губернаторстве Бени-Суэйф. Находится в долине Нила, к югу от Бени-Суэфа и к северу от Эль-Миньи. Население 61 372 жителей (2006). Центр района. Является своеобразной точкой разделения Египта на Морскую часть и Пустынную часть.
Город имеет длинную историю, известен ещё с времён фараонов.
Эль-Фашн разделён линией железной дороги на две части — западную и восточную. Западная часть считается старым городом. Для восточной части присуща современная планировка.